# Madhavsinh Solanki
Madhavsinh Solanki (Gujarati માધવસિંહ સોલંકી; * 29. Juli 1927; † 9. Januar 2021 in Gandhinagar) war ein indischer Politiker des Indischen Nationalkongresses (INC), der unter anderem dreimal Chief Minister von Gujarat sowie Außenminister von Indien war.

## Leben
Solanki absolvierte nach dem Schulbesuch zunächst ein grundständiges Studium, das er mit einem Bachelor of Arts (B.A. Hons.) abschloss. Ein darauf folgendes postgraduales Studium der Rechtswissenschaften beendete er mit einem Bachelor of Laws (LL.B.) und war danach als Rechtsanwalt tätig.
Sein politisches Engagement begann Solanki, als er 1957 für den Indischen Nationalkongress zum Mitglied der Legislativversammlung des Bundesstaates Bombay gewählt wurde. Nach der Aufgliederung dieses Staates in die beiden Staaten Gujarat und Maharashtra am 1. Mai 1960 wurde er Mitglied der Legislativversammlung von Gujarat gewählt und gehörte dieser bis 1968 an.
Am 24. Dezember 1976 wurde Solanki als Nachfolger von Babhubai Jashbai Patel sowie einer vorübergehenden Präsidialverwaltung (President’s rule) erstmals Chief Minister von Gujarat und bekleidete dieses Amt bis zum 10. April 1977; am folgenden Tag löste ihn Babhubai Jashbai Patel ab. Am 7. Juni 1980 wurde er abermals als Nachfolger von Patel sowie einer erneuten President’s rule Chefminister von Gujarat. Nach mehr als fünfjähriger Amtszeit wurde er am 6. August 1985 von seinem Parteifreund Amarsinh Chaudhury in diesem Amt abgelöst.
Am 3. April 1988 wurde Solanki zum Mitglied der Rajya Sabha gewählt, dem Oberhaus des indischen Parlaments, gehörte diesem für zwei Legislaturperioden bis zum 2. April 2000 an. Während dieser Zeit war er zeitweilig Vorsitzender des Ständigen Oberhausausschusses für Innere Angelegenheiten.
Im Juni 1988 wurde Solanki von Premierminister Rajiv Gandhi als Planungsminister (Union Minister of Planning) erstmals in eine Unionsregierung berufen und bekleidete dieses Ministeramt bis zum Ende von Gandhis Amtszeit im November 1989.
Am 10. Dezember 1989 wurde Solanki, der dreimal Präsident der Kongresspartei von Gujarat sowie zeitweise Generalsekretär des All-Indischen Nationalkongresses war, als Nachfolger von Amarsinh Chaudhury zum dritten und letzten Mal Chief Minister von Gujarat. Nach knapp vier Monaten wurde er am 4. März 1990 in diesem Amt durch Chimanbhai Patel von der Janata Party abgelöst.
Zuletzt war Solanki vom 21. Juni 1991 bis zum 31. März 1992 im Kabinett von Premierminister P. V. Narasimha Rao Außenminister (Union Minister of External Affairs).
Aus seiner Ehe mit Vimlabahen gingen drei Söhne und zwei Töchter hervor, darunter Bharatsinh Madhavsinh Solanki, der Mitglied der Lok Sabha, des Unterhauses des Parlaments, sowie im Kabinett Manmohan Singh II nacheinander Staatsminister für Energie, Staatsminister für Eisenbahnen sowie Staatsminister für Trinkwasser und Kanalisation war.